# Частная жизнь Шерлока Холмса
«Частная жизнь Шерлока Холмса» (англ. The Private Life of Sherlock Holmes) — кинофильм режиссёра Билли Уайлдера, вышедший на экраны в 1970 году.

## Сюжет
Одно из дел Шерлока Холмса Ватсон описал, но не стал публиковать — по разным причинам. Только спустя 50 лет после его смерти наследники смогли прочитать рукопись и узнать об одном из провалов знаменитого сыщика.
Холмс, скучая, употребляет кокаин, от чего Ватсон пытается его отговаривать. Их приглашают на представление русского балета и банкет после него. Как узнает Холмс, для того, чтобы он стал биологическим отцом ребёнка одной русской балетной дивы. Сыщик не имеет никакого желания вступать в любовную связь с ней и рассказывает балерине, что предпочитает мужчин. Ватсон, узнав об этом, весьма рассержен, так как боится за свою репутацию.
Интрига фильма начинается с того, что кебмен доставляет на квартиру Холмса молодую женщину с амнезией, которую он выловил из реки, где она тонула. Друзья пытаются расспрашивать её, но она ничего не помнит. В полубреду женщина принимает Холмса за своего мужа, которого она ищет, однако тот не проявляет к ней никакого интереса, будучи джентльменом и по очевидной другой причине. Холмс берется ей помочь.
Его тут же вызывает к себе Майкрофт, брат Холмса (он работает на правительство), и предупреждает, что браться за это дело не следует. Но Шерлок не подчиняется. Он, Ватсон и молодая дама, представившаяся как Габриэль Воладон, вместе пытаются отыскать следы пропавшего мужа последней…

## В ролях
- Роберт Стивенс — Шерлок Холмс
- Колин Блэйкли — доктор Ватсон
- Женевьева Паж — Габриэль Воладон
- Кристофер Ли — Майкрофт Холмс
- Тамара Туманова — мадам Петрова
- Айрин Хэндл — миссис Хадсон
- Клайв Ревилл — Рогожин
- Молли Морин — королева Виктория
- Стэнли Холлоуэй — могильщик
- Кинастон Ривз — старик
- Фрэнк Торнтон — носильщик
- Алекс Маккриндл — носильщик

## Интересные факты
- В сценах, где участвуют русские персонажи, актёры говорят на русском языке.
- В 1971 году фильм был номинирован на премию Эдгара Аллана По за лучший фильм (И. А. Л. Даймонд) и на премию Гильдии сценаристов США за лучшую оригинальную комедию (И. А. Л. Даймонд, Билли Уайлдер).
- В 1999 режиссёр фильма, Билли Уайлдер, признался: «Я должен был проявить больше храбрости. У меня есть теория. Я хотел, чтобы Холмс у меня был гомосексуален и не признавался в этом никому, может быть, даже самому себе. Бремя этой тайны — причина, по которой он принимал наркотики»[1].
- Изначально сцены с Лох-несским чудовищем собирались снимать на реальном озере Лох-Несс, и была построена изображающая самого монстра Несси бутафорская конструкция с головой на длинной шее и горбами на спине, в которых были спрятаны устройства плавания. Несмотря на то, что горбы придавали конструкции самый привычный для Несси вид, Билли Уайлдер решил их убрать, что снизило плавучесть конструкции, и во время первой же тестовой съёмки она затонула. Уайлдер, по неизвестным причинам, решил не поднимать её со дна (со слов актрисы Женевьевы Паж, Уайлдер больше беспокоился за удручённого проектировщика конструкции Уолли Виверса, чем за саму конструкцию). В итоге была построена более маленькая конструкция в виде всего лишь одной головы на шее, а всю сцену сняли в декорациях с резервуаром. Оригинальная конструкция была случайно обнаружена только в апреле 2016 года.